# Путівник (фільм)
Путівник (рос. Путеводитель) — український фільм кінорежисера Олександра Шапіро 2004 року.

## Сюжет
"Путівник - це 108 хвилин географії Києва, "парадної" і "підпільної", заправлений чорним і білим гумором. Це одинадцять коротких новел, які розкривають всі визначні пам'ятки української столиці та дають корисну інформацію про "міську кухню". 
Уявіть, що кілька камер рушили від периферії до центру і захоплюють на своєму шляху найцікавіші та найпізнавальніші моменти міського життя в різних районах міста. Герої фільму - його глядачі: корінні кияни, провінціальні люди, які приїхали у пошуках щастя, туристи-капіталісти - одним словом, ті, завдяки кому життя в місті б'є ключем. Кожен день ми потрапляємо в самі різні ситуації і вирішуємо масу питань, починаючи від знімання квартири в центрі до пошуку нотаріуса на Новобелічах. Міські тенденції, смаки, ціни, пріоритети, маршрути, ринок праці та нерухомості, минуле - сьогодення - майбутнє - все це становить розважальну й інформативну канву "Путівника". 
Філософію ж фільму можна визначити як пошук "серця міста" - того місця або складу, який кожен день привертає сюди незліченну кількість туристів і просто гостей, які приїжджають "потусоватися" або вирішити свої справи, залишитися на самоті або потрапити в гучне оточення, заробити щось або витратити все, написати книгу або спалити гроші.

## Актори
- Олексій Горбунов — Піжоністий "новоукраїнець", "мерс" якого застряг у бруді чергової столичної новобудови
- Віталій Лінецький
- Георгій Дрозд
- Костянтин Шафоренко
- Євгенія Гладій — Марійка
- Алла Сергійко
- Володимир Ямненко
- Олександр Ройтбурд
- Володимир Горянський

## Участь у фестивалях
У 2005 році стрічка Путівник брала участь у позаконкурсному показі "International Forum of New Cinema" у рамках кінофестивалю Берлінале .